# Sh2-41
Sh2-41 è una nebulosa a emissione visibile nella costellazione del Sagittario.
Si individua nella parte nordoccidentale della costellazione, lungo il piano della Via Lattea; si estende per un grado e mezzo sovrapponendosi alla celebre Nube stellare del Sagittario (M24). Il periodo più indicato per la sua osservazione nel cielo serale ricade fra giugno e novembre; trovandosi a declinazioni moderatamente australi, la sua osservazione è facilitata dall'emisfero australe.
Si tratta di una regione H II situata sul Braccio del Sagittario, alla distanza di circa 2200 parsec (circa 7200 anni luce) dal sistema solare; si sovrappone ai ricchi campi stellari di M24, pur essendone probabilmente in primo piano, e alle nebulose oscure B 92 e B 93. In questa direzione si trova anche la potente sorgente di onde radio W33, la quale però si trova a una distanza di 4000 parsec; ciò indica che si tratta pertanto di due oggetti distinti visibili lungo la stessa linea di vista. A Sh2-41 sarebbe associato il piccolo ammasso aperto Cr 469, la cui età è stimata attorno ai 60 milioni di anni.
Se la stima di 2200 parsec è corretta, Sh2-41 sarebbe fisicamente legata all'associazione OB Sagittarius OB4, assieme alle vicine nubi Sh2-38, Sh2-40 e Sh2-42.